# دونا ألارد
دونا ألارد هي كاتِبة وشاعرة كندية، ولدت في 1956 في مونكتون في كندا.